# Bandhaar
Der Querschnitt eines Haares kann oval, rund oder abgeflacht sein. Bei einem abgeflachten Querschnitt handelt es sich um eine genetisch bedingte Haarkrankheit, die Bandhaar genannt wird. Bandhaar ist nicht behandelbar, schwierig zu frisieren und so gut wie gar nicht durch eine Dauerwelle umformbar. Durch seinen flachen Querschnitt ist das Haar oft gebogen.

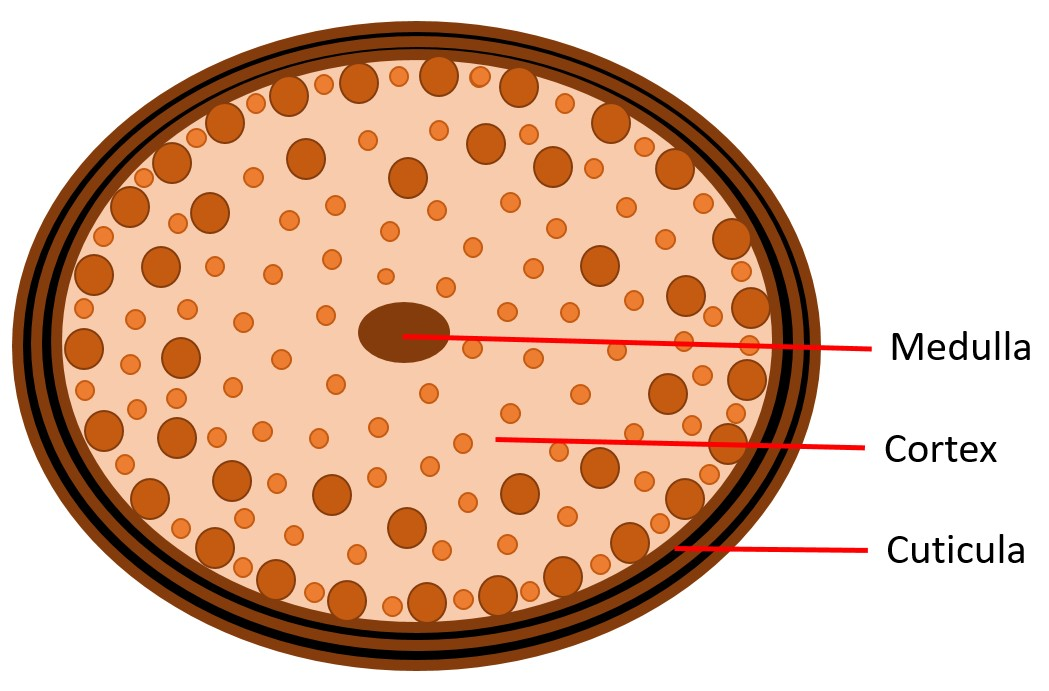
Querschnitt von gesundem Haar.
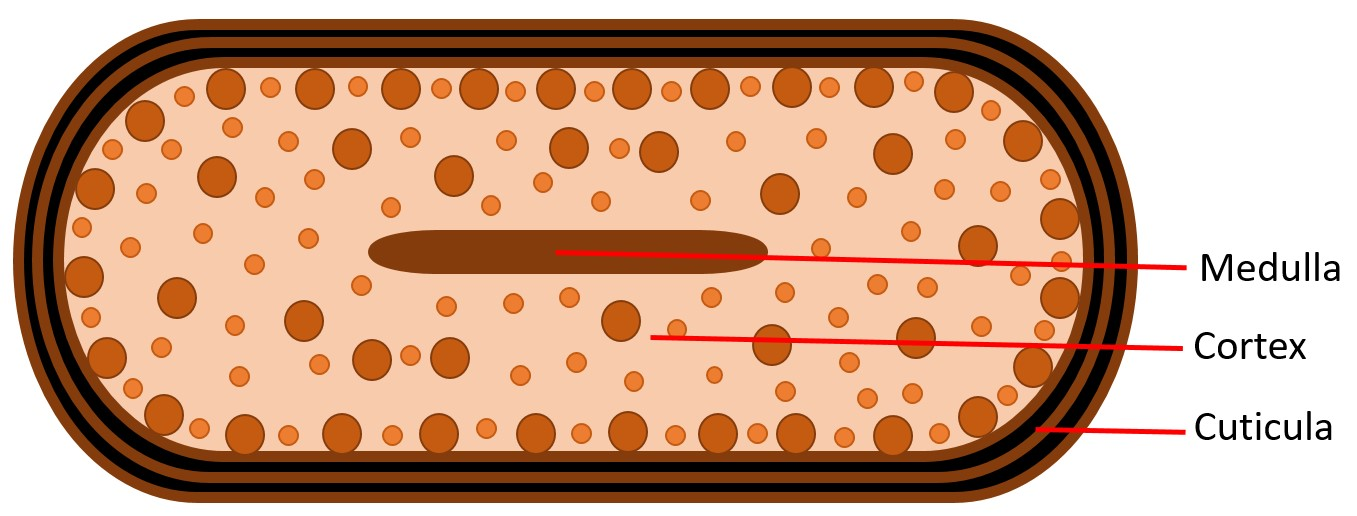
Querschnitt von Bandhaar.